# Drew Gordon
Andrew Edward Gordon, detto Drew (San Jose, 12 luglio 1990 – Portland, 30 maggio 2024), è stato un cestista statunitense.

## Biografia
Drew Gordon nacque il 12 luglio 1990 a San Jose, fratello maggiore di Aaron Gordon, anch'egli cestita militante in NBA.
Morì in un incidente stradale a Portland, Oregon il 30 maggio 2024 all'età di 33 anni.

## Carriera

### High school
Frequentò la Archbishop Mitty High School di San Jose, con la cui squadra vinse per tre volte il campionato.
Nel primo anno, nel 2004-2005, fece registrare una media di 9,5 punti, 9,2 rimbalzi, 1 assist, 3 palle recuperate e 4,5 stoppate a partita. Nella stagione successiva concluse con 14,7 punti, 10,1 rimbalzi, 1,7 assist, 2,4 palle recuperate e 3,9 stoppate di media. Durante la penultima stagione mise a segno 15,1 punti, 10,4 rimbalzi, 2,4 assist, 2,3 palle recuperate e 4,1 stoppate di media; Tirò inoltre con il 63,8% dal campo, col 50% da tre punti e col 70,2% ai tiri liberi. Nella sua ultima stagione mise insieme 17,5 punti e 10,5 rimabalzi di media in undici incontri a causa di un infortunio alla caviglia. Nonostante l'infortunio fu selezionato per il 2008 Jordan Brand Classic giocatosi al Madison Square Garden di New York.

### College
Nel maggio del 2007 scelse di giocare per UCLA preferendola a Nord Carolina, a Duke, ad Arizona, a Washington e a Berkeley che pure mostrarono interesse nei suoi confronti.
Nel suo primo anno, la stagione 2008-09, saltò solamente una partita a causa di una commozione cerebrale e mantenne una media di 3,6 punti in 10,9 minuti di gioco uscendo dalla panchina con il 56,5% al tiro; inoltre divenne il 3º rimbalzista offensivo della squadra con 45 rimbalzi, 2º nelle schiacciate con 19 e 3º nelle stoppate con 15.
All'inizio della stagione seguente partì in quintetto sei volte mettendo a referto 11,2 punti e 5,3 rimbalzi di media.
Tuttavia, durante una striscia perdente di cinque partite, decise di lasciare la squadra.
Dopo la separazione da UCLA scelse di trasferirsi all'Università del New Mexico, nonostante la corte serrata di Notre Dame, San Diego State e UNLV. La stagione 2010-2011 iniziò per Gordon alla decima partita, infatti a causa delle norme regolanti i trasferimenti nella NCAA dovette aspettare il 19 dicembre per poter finalmente andare in campo. Mise insieme una serie di prestazioni eccezionali, partendo in quintetto in 19 delle restanti partite, mettendo a referto 13 punti e 10,5 rimbalzi di media, per 21 volte fu il miglior rimbalzista della squadra e segnando in doppia cifra per 22 volte. Grazie a queste prestazioni fu nominato per due volte Mountain West Conference Giocatore della settimana. All'inizio della stagione da Senior, inserito tra i possibili candidati al Draft NBA, mise a referto otto doppie-doppie, punti-rimbalzi, nelle prime 14 gare venendo nominato per 2 volte Mountain West Conference Giocatore della settimana. Chiuse la sua ultima stagione con 13,4 punti e 10,9 rimbalzi di media.

### Professionista
Dopo non essere stato scelto dalla NBA giocò con i Dallas Mavericks la Summer League. Il 18 agosto 2012 firmò un contratto annuale con i serbi del Partizan con cui giocò in Eurolega e nella Lega Adriatica con una media di 9 punti e 7 rimbalzi a partita in entrambe le competizioni. Tuttavia il 18 marzo 2013 annunciò su twitter di aver lasciato la squadra e il 3 aprile firmò per la Dinamo Sassari.
Dopo aver contribuito a portare la squadra sarda ai play-off, dove venne eliminata al primo turno dalla Pall. Cantù, in estate firmò con il Bandırma B.İ.K.. Tuttavia con la squadra turca trovò poco spazio nel campionato nazionale dove giocò solo 5 partite segnando 18 punti e catturando 15 rimbalzi, mentre chiuse la Regular Season di Eurocup con 5,3 punti e 3,3 rimbalzi di media a partita.
Il 29 dicembre tornò alla Dinamo Sassari.
Al termine della stagione, pur avendo raggiunto le semifinali scudetto, gli ottavi di finale di Eurocup e trionfato in Coppa Italia, non venne confermato dalla compagine sarda.
A luglio partecipò alla Summer League di Orlando con la maglia dei Philadelphia 76ers i quali, il 7 ottobre, lo misero sotto contratto. Tuttavia, non avendo firmato un contratto garantito, il 25 ottobre, come da lui stesso comunicato su twitter, venne tagliato.
Firmò quindi per i Delaware 87ers in D-League come affiliate player e, in virtù di ciò, fu richiamato dai Philadelphia 76ers il 10 novembre. Esordì in campionato il 13 novembre contro i Dallas Mavericks mettendo a segno 2 punti e catturando 5 rimbalzi.

Per la stagione 2015-16 si trasferì in Francia al Châlons-Reims. Chiuse la stagione con una media di 13,9 punti e 9,4 rimbalzi e venendo convocato per l'All-Star Game.

La stagione seguente si trasferì in Lituania al Rytas Vilnius dove trovò altri due giocatori ex-Dinamo Sassari ovvero David Logan e Kenny Kadji.

## Statistiche

### College
| Anno      | Squadra          | PG  | PT | MP   | TC%  | 3P%  | TL%  | RP   | AP  | PRP | SP  | PP   |
| --------- | ---------------- | --- | -- | ---- | ---- | ---- | ---- | ---- | --- | --- | --- | ---- |
| 2008-2009 | UCLA Bruins      | 34  | 0  | 10,9 | 56,5 | -    | 50,0 | 3,4  | 0,2 | 0,5 | 0,4 | 3,6  |
| 2009-2010 | UCLA Bruins      | 6   | 6  | 24,5 | 56,9 | 0,0  | 64,3 | 5,3  | 0,8 | 0,5 | 2,0 | 11,2 |
| 2010-2011 | New Mexico Lobos | 26  | 19 | 28,0 | 52,7 | -    | 67,8 | 10,5 | 0,6 | 0,5 | 1,3 | 13,0 |
| 2011-2012 | New Mexico Lobos | 35  | 34 | 30,8 | 54,2 | 100  | 75,2 | 11,1 | 1,2 | 1,1 | 1,0 | 13,7 |
| Carriera  | Carriera         | 101 | 59 | 23,0 | 54,1 | 50,0 | 69,0 | 8,0  | 0,7 | 0,7 | 1,0 | 10,0 |

### Eurolega
| Anno      | Squadra  | PG | PT | MP   | TC%  | 3P%  | TL%  | RP  | AP  | PRP | SP  | PP  |
| --------- | -------- | -- | -- | ---- | ---- | ---- | ---- | --- | --- | --- | --- | --- |
| 2012-2013 | Partizan | 10 | 9  | 28,8 | 43,4 | 11,1 | 62,1 | 7,5 | 1,5 | 1,1 | 1,1 | 9,1 |
| Carriera  | Carriera | 10 | 9  | 28,8 | 43,4 | 11,1 | 62,1 | 7,5 | 1,5 | 1,1 | 1,1 | 9,1 |

### Eurocup
| Anno      | Squadra              | PG | PT | MP   | TC%  | 3P%  | TL%  | RP   | AP  | PRP | SP  | PP   |
| --------- | -------------------- | -- | -- | ---- | ---- | ---- | ---- | ---- | --- | --- | --- | ---- |
| 2013-2014 | Bandırma B.İ.K.      | 7  | 4  | 13,1 | 61,5 | 50,0 | 66,7 | 3,3  | 0,3 | 0,4 | 0,4 | 5,3  |
| 2013-2014 | Dinamo Sassari       | 8  | 6  | 23,0 | 52,6 | 33,3 | 74,1 | 6,9  | 0,5 | 1,1 | 1,4 | 13,0 |
| 2016-2017 | Rytas Vilnius        | 14 | 11 | 26,5 | 52,5 | 15,8 | 58,7 | 9,6* | 1,4 | 1,2 | 0,6 | 12,6 |
| 2017-2018 | Zenit S. Pietroburgo | 17 | 12 | 21,5 | 57,8 | 25,0 | 54,4 | 7,0  | 1,1 | 0,5 | 0,7 | 12,4 |
| 2020-2021 | Lokomotiv Kuban'     | 6  | 5  | 26,0 | 64,7 | 0,0  | 62,5 | 6,2  | 1,8 | 0,5 | 0,7 | 9,0  |
| Carriera  | Carriera             | 52 | 38 | 22,5 | 55,9 | 21,9 | 60,5 | 7,1  | 1,1 | 0,8 | 0,7 | 11,2 |

## Palmarès

### Squadra
- Campionato polacco: 1

Zielona Góra: 2019-20
- Coppa Italia: 1
- :Dinamo Sassari: 2014
- Mountain West Conference Tournament Champion
- :New Mexico Lobos: 2012
- West Catholic Athletic League Champion
- :AMHS Monarchs: 2005, 2007, 2008
- C.I.F. Central Coast Section Champion
- :AMHS Monarchs 2007, 2008

### Individuale

#### College
- 2011 Mountain West Conference Esordiente dell'anno
- 2011 All-Mountain West Conference second-team

- 2012 Mountain West Conference MVP
- 2012 All-Mountain West Conference first-team

#### High school
- 2005 CIF Central Coast Section Freshman of the Year
- 2005 All-WCAL first-team
- 2005 All-CCS second-team
- 2006 Cal State Sophomore Player of the Year
- 2006 All-California Interscholastic Federation third team
- 2006 All-Northern California first team
- 2006 All-Central Coast Section first team

- 2006 All-WCAL first team selection
- 2007 San Jose Mercury News Player of the Year
- 2007 Cal-Hi Sports Athlete of the Year
- 2007 All-American EA Sports second-team
- 2007 All-California State first-team
- 2008 Les Schwab Invitational MVP
- 2008 Long Beach Press-Telegram's Best in the West first team